# فلويد يومانز
فلويد يومانز (بالإنجليزية: Floyd Youmans)‏ هو لاعب كرة قاعدة أمريكي، ولد في 11 مايو 1964 في تامبا في الولايات المتحدة.

## وصلات خارجية
- فلويد يومانز على موقع دوري كرة القاعدة الرئيسي (الإنجليزية)
- فلويد يومانز على موقعبيزبول رفرنس.كوم (الدوري الرئيسي) (الإنجليزية)
- فلويد يومانز على موقعبيزبول رفرنس.كوم (الدوري الثانوي) (الإنجليزية)
- فلويد يومانز على موقع إي إس بي إن.كوم (أم.أل.بي) (الإنجليزية)
- فلويد يومانز على موقع مشجعي الرسوم البيانية (الإنجليزية)